# The Game (raper)
The Game, nascut Jayceon Terrell Taylor (Compton, Califòrnia, 29 de novembre de 1979) és un raper estatunidenc.

## Discografia
- The Documentary (2005)
- Doctor's Advocate (2006)
- L.A.X. (2008)